# 빌더스빌
빌더스빌(독일어: Wilderswil)은 스위스 베른주 인터라켄-오버하슬리에 있는 기초 자치체이다.
빌더스빌은 2014년 기준 인구 23,300명의 주민이 있는 소연합체 인터라켄(Small Agglomeration Interlaken)에 속한다.

## 역사
이 지역은 600년경 알레만니에 의해 정착되었다. 이름도 이 시기에 유래했다. 1895년 호텔 건설을 위한 발굴조사에서 18개의 두개골과 매장물이 있는 7세기의 무덤 15개가 발견되었다.
빌더스빌은 1224년에 빌더스빌레(Wilderswile)로 처음 언급되었다. 운슈푼넨성은 1232년에 시정촌 내에서 처음 언급되었다.
빌더스빌은 로텐플루-빌더스빌의 남작에 의해 통치되었고, 나중에는 베덴스빌, 바이젠부르크 및 샤르나흐탈(Scharnachtal)의 남작도 다스렸다. 중세 시대에 뮐레넨 마을과 그렌첸 마을(지금은 지방 자치 단체의 일부)은 바이젠나우성의 영지의 일부였다. 1334년경, 바이젠나우 남작은 성장하는 베른시의 세력에 대항하여 다른 지역 귀족들과 함께 전쟁을 벌였다. 귀족들이 패배한 후 바이젠나우는 빚을 갚기 위해 성과 영지권을 인터라켄 수도원에 매각해야 했다. 1528년, 베른시는 개신교 종교개혁의 새로운 신앙을 받아들여 베른고원에 강요하기 시작했다. 뮐레넨과 그렌첸을 포함한 수도원과 그 마을은 새로운 신앙에 반대하는 반란에 가담했다. 베른이 오버란트에 자신의 의지를 강요한 후, 그들은 수도원을 세속화하고 모든 수도원 땅을 합병했다. 두 마을은 인터라켄의 베른 관할의 일부가 되었다. 15세기 동안 그슈타이그 알멘트의 고산 마을은 그렌첸 마을 위에 세워졌다. 다음 세기에 그렌첸은 점차 버려졌다.
빌더스빌 마을은 운슈푼넨 영지의 일부였으며, 다른 두 마을과 다른 역사를 가지고 있다. 15세기 후반까지 운슈푼넨의 지배를 받았다. 1488년과 1515년 사이에 베른시는 점차 운슈푼넨의 권리와 토지를 획득하여 영지권 전체를 소유하게 되었다. 베른의 통치하에서 빌더스빌은 운터젠으로 편입되어 1798년까지 유지되었다.
1805년부터 스위스의 전통 문화를 조명하는 축제인 운슈푼넨 축제가 지금은 폐허가 된 운슈푼넨성 부지에서 정기적으로 개최되었다.
관광 산업은 19세기에 빌더스빌에서 인터라켄에서 뤼치네강 계곡으로 이어지는 도로 건설과 함께 시작되었다. 베르너 오버란트 철도는 1890년에 지방 자치 단체에 역을 건설했으며, 2년 후 쉬니게 플라테까지 가는 푸니쿨라 철도의 기반역이 뒤를 이었다. 이러한 쉬운 교통 연결은 호텔과 리조트 건설을 촉진했다. 1910년까지 이 지방 자치 단체에는 12개의 호텔이 있었다. 관광산업은 세계대전과 대공황을 겪었고, 1941년에는 스위스 육군은 빌더스빌에 비행장을 건설했다. 비행장과 철도는 빌더스빌에서 가장 큰 고용주가 되었다. 비행장은 2003년에 폐쇄되었지만, 2014년 현재 경주와 콘서트에 사용되고 있다.

## 지리
빌더스빌 마을은 베른고원 지역의 툰 호수와 브리엔츠 호수 사이의 통로인 뵈델리 남쪽 경계에 위치해 있다. 뤼치네강과 그 지류인 작세텐바흐가 포함된 산골짜기의 입구에 있으며 뵈델리의 주요 도시인 인터라켄에서 남쪽으로 약 4km 떨어져 있다.
빌더스빌은 뤼치네강의 서쪽 언덕을 따라 마을에서 약 8km 뻗어 있으며 서쪽으로 계곡과 접하는 산의 측면을 포함한다. 그 고도는 약 580m의 뵈델리 평야에서 2,413m에 이르는 술래그 정상까지 걸친다. 빌더스빌, 뮐레넨(Mülenen) 및 그슈타이그알멘트(Gsteigallmend) 마을로 구성되어 있다.
빌더스빌의 면적은 13.19k㎡이다. 이 면적 중 2.67k㎡(19.7%)가 농업용으로 사용되는 반면, 7.77k㎡(57.4%)는 산림이다. 나머지 토지 중 1.35k㎡(10%)가 정착(건물 또는 도로), 0.18k㎡ (1.3%)가 강 또는 호수이고 1.57k㎡ (11.6%)는 불모지이다.
건축면적 중 주택과 건물이 3.8%, 교통인프라가 4.4%를 차지했다. 산림면적의 53.8%는 산림이 우거져 있고 2.7%는 과수원이나 작은 나무 군락으로 덮여 있다. 농경지 중 2.2%는 작물 재배에 사용되며 7.7%는 목초지, 9.5%는 고산 목초지에 사용된다. 이 지역의 모든 물은 흐르는 물이다. 비생산적인 지역 중 6.7%는 비생산적인 초목이고, 4.9%는 초목이 자라기에는 너무 암석이 많은 지역이다.
2009년 12월 31일, 빌더스빌 이전 구인 암츠베지르크 인터라켄(Amtsbezirk Interlaken)이 해산되었다. 다음 날 2010년 1월 1일에 새로 구성된 베르발퉁슈크라이스 인터라켄-오버하슬리에 합류했다.

## 인구

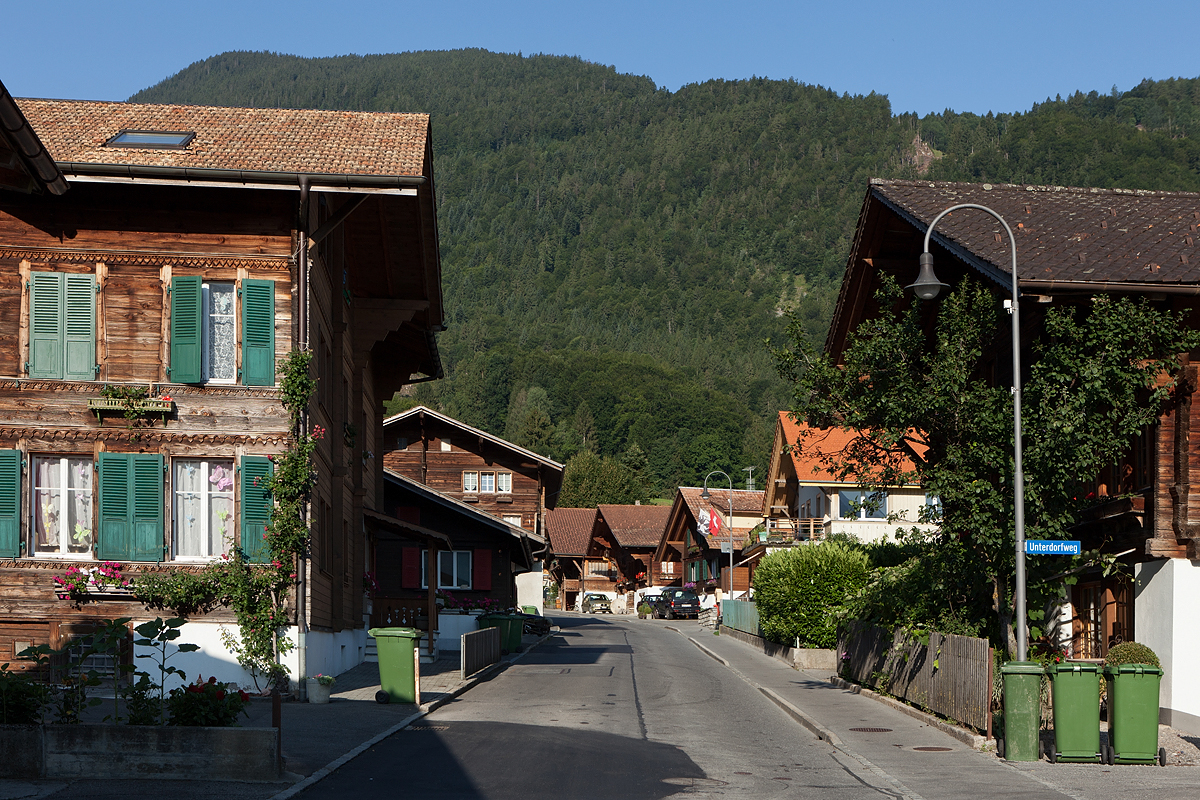
빌더스빌 오버도르프의 키르흐하세

인구는 2,638명(2010년 12월 기준)이다. 2010년 기준으로, 인구의 10.0%가 거주 외국인이다. 2000년부터 2010년까지 인구는 12.7% 증가했다. 이민은 12%를 차지했고 출생과 사망은 -1%를 차지했다.
인구의 대부분인 2,116명(94.5%)이 독일어를 사용하며, 세르비아-크로아티아어가 23명(1%), 이탈리아어가 3위로 20명(0.9%)를 차지했다. 프랑스어를 사용하는 19명과 로만슈어를 사용하는 1명이 있다.
2008년을 기준으로, 인구는 남성 49.8%, 여성 50.2%였다. 인구는 1,108명의 스위스 남성(인구의 44.3%)과 137명(5.5%)의 비스위스계 남성으로 구성되었다. 스위스 여성은 1,143명(45.7%), 비스위스계 여성은 113명(4.5%)이었다. 지자체의 인구 중 668 또는 약 29.8%가 빌더스빌에서 태어나 2000년에 그곳에 살았다. 같은 주에서 태어난 970명(43.3%)이 있었고, 298명(13.3%)이 스위스 내 다른 곳에서 태어났고, 234명(10.5%)이 외국에서 태어났다.
2010년 기준으로 아동·청소년(0~19세)이 21%, 성인(20~64세)이 61.5%, 노인(64세 이상)이 17.6%를 차지한다.
2000년 기준으로 이곳에는 결혼을 하지 않았거나, 미혼인 사람이 927명 있다. 기혼자는 1,094명, 과부 또는 홀아비는 125명, 이혼한 사람은 92명이었다.
2000년 현재 1인 가구는 283가구, 5인 이상 가구는 63가구이다. 2000년에는 총 911세대(전체의 76.4%)가 상시 임대되었으며, 211세대(17.7%)는 계절적 임대, 71세대(6.0%)는 공실을 기록했다. 2010년 기준 신규 주택 건설률은 인구 1천명당 8.8세대이다. 2011년 빌더스빌의 공실률은 0.95%였다.
역사적 인구는 다음의 도표와 같다.

## 볼거리
도시화된 빌더스빌의 전체 마을과 그슈타이그빌러와 공유하는 그슈타이그 바이 인터라켄 마을은 스위스 유산 목록의 일부이다.
빌더스빌의 지정학적 위치로 인해 융프라우 지역의 중심부로 가는 많은 여행의 출발점이 된다. 이 마을에는 900개의 객실 침대, 300개의 별장, 1개의 캠핑장(여름에 개장)을 갖춘 16개의 호텔, 모텔 및 호텔이 있다.
이 도시는 A8 고속도로나 인터라켄에서 자주 오는 기차로 쉽게 접근할 수 있다.
빌더스빌역은 쉬니게 플라테 철도의 종점이자 베르너 오버란트 철도의 역이기도 하다.

## 정치
2011년 연방 선거에서 가장 인기 있는 정당은 36.1%의 득표율을 기록한 스위스인민당(SVP)이었다. 다음으로 가장 인기 있는 3개 정당은 보수민주당(BDP) (15.9%), 사민당(SP) (14.5%), FDP. 자유당 (9.7%)이었다. 이번 연방 총선에서는 총 868표가 나왔고, 투표율은 46.6%였다.

## 종교

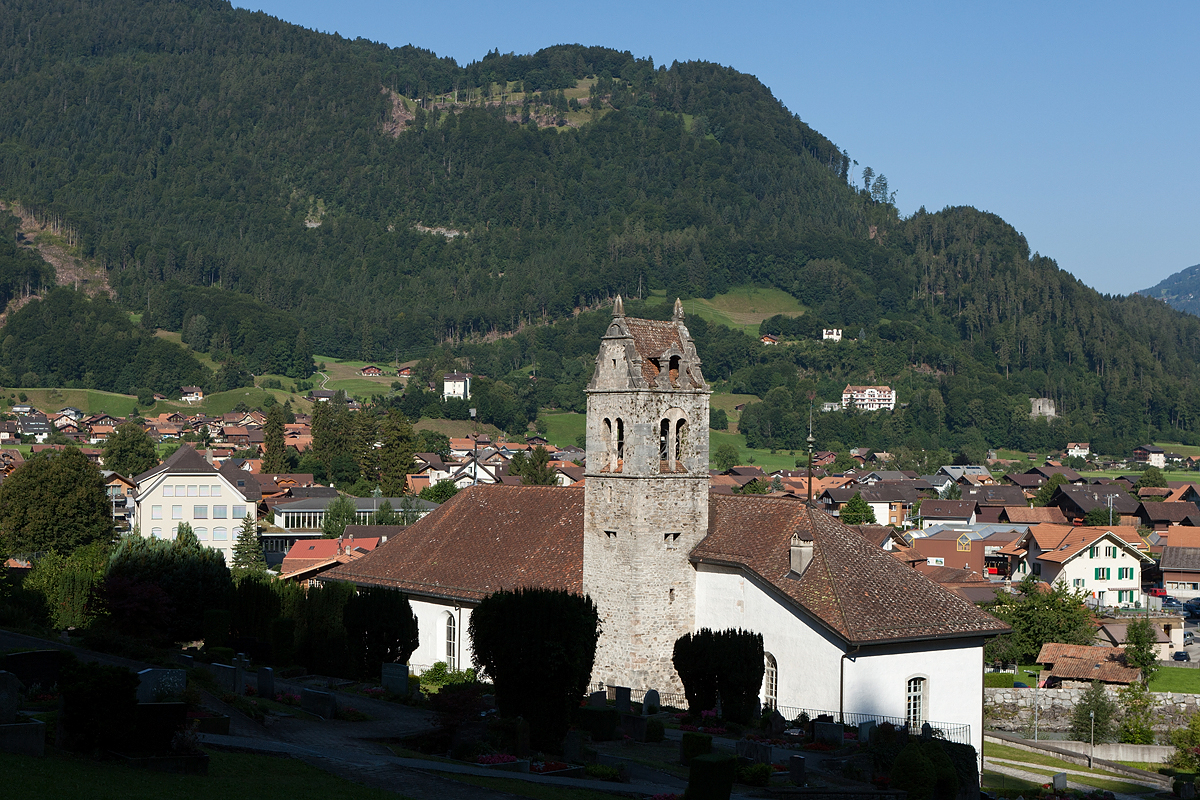
그슈타이그 교구 교회, 배경은 빌더스빌

빌더빌을 구성하는 세 마을은 모두 그슈타이그빌러의 대교구에 속한다.
2000년 인구 조사에서 로마 가톨릭은 267명(11.9% )이었고 스위스 개혁 교회는 1,642명(73.4%)이었다. 나머지 인구 중 정교회는 13명(인구의 약 0.58%), 천주교는 2명(인구의 약 0.09%) , 119명이었다. 다른 기독교 교회에 속한 개인(또는 인구의 약 5.32%). 38명(인구의 약 1.70%)이 무슬림이었다. 불교가 3명 , 힌두교가 6명이었다. 그리고 다른 교회에 속한 6명의 개인. 148명(인구의 약 6.61%)은 교회에 속하지 않았고, 불가지론자 또는 무신론자였으며 53명(인구의 약 2.37%)은 질문에 응답하지 않았다.